# كاينيت
كاينيت هو معدن من معادن الكبريتات، وتكون صيغة وحدته البلورية على الشكل (KMg(SO4)Cl·3H2O)، وبالتالي هو ملح مضاعف من كلوريد وكبريتات المغنسيوم والبوتاسيوم.
يصنف الكاينيت من المتبخرات، يتفاوت لونه من الأصفر إلى الأخضر إلى البني.
يشتق اسمه من الإغريقية καινος، التي تعني غير معروف، ربما لأنه كان من أوائل المعادن المكتشفة الحاوية على أنيونات الكبريتات والكلوريد في نفس الوقت.